# Chevrolet Serie D
La Serie D è un'autovettura full-size prodotta dalla Chevrolet dal 1917 al 1918. Nel 1918 era collocata al top della gamma Chevrolet.

## Storia
Le carrozzerie disponibili erano torpedo quattro porte e roadster due porte. Tutte le vetture verniciate di verde, mentre le parti in legno a vista erano in mogano.
La Model D era dotata di un motore V8 a 90° e a valvole in testa da 4.719 cm³ di cilindrata che sviluppava 61 CV di potenza. La frizione era a cono, mentre i freni erano a nastro sulle ruote posteriori. Il cambio era a tre rapporti e la trazione era posteriore.
Del modello ne furono prodotti, in totale, 4.833 esemplari.